# MedinCell
MedinCell est une société pharmaceutique spécialisée dans les technologies d'administration des médicaments par injection sous-cutanée. Elle est cotée à la bourse de Paris.

## Spécificité
La recherche de MedinCell se concentre principalement sur les systèmes d'administration à longue durée d'action capables d'administrer des médicaments sur de longues périodes avec une efficacité, une commodité, une rentabilité et des profils de sécurité améliorés par rapport aux méthodes d'injection traditionnelles ou aux médicaments oraux. Leur plate-forme technologique, BEPO, est basée sur des copolymères.

## Produits en développement avancé
Trois produits sont en cours de tests cliniques :
- mdc-IRM, baptisé Uzedy, à base de rispéridone, pour le traitement de la schizophrénie, a été approuvé le 28 avril 2023. Il est commercialisé par Teva[5] aux États-Unis ; ce produit concurrence Invega de Janssen, dont l'injection est douloureuse[6],[7].
- mdc-CWM, pour le traitement des douleurs orthopédiques post-opératoires, est en phase III aux États-Unis[8], sponsorisé par Artheritis Innovation Corporation (AIC),[6] ;
- mdc-TJK, utilisant l'olanzapine pour le traitement de la schizophrénie, est en phase III menée par Teva[6] ;
- mdc-WWM, contraceptif injectable agissant pendant 6 mois, développé en phase I avec une aide de la fondation Bill-et-Melinda-Gates ;
- un traitement contre la malaria avec l'aide de Unitaid[9].

## Études sur l'ivermectine contre la Covid-19
La société étudie l'injection d'ivermectine comme traitement contre la maladie à coronavirus 2019. En avril 2020, l'entreprise annonce plancher sur l'ivermectine.
Le 29 septembre 2020, MedinCell démarre le premier essai clinique de son programme de prévention contre la Covid-19.
En janvier 2023, elle annonce des résultats positifs de la prise orale d'ivermectine dans le cadre d'une prophylaxie post-exposition.

## Financement et capitalisation
MedinCell a fait son introduction en bourse en octobre 2018, qui lui a permis de lever plus de 30 M €. La capitalisation de la société a atteint 174 M € le 10 juin 2020.
La société a reçu deux aides de la Fondation Bill-et-Melinda-Gates, de 3,5 M $ en 2018, puis de 19 M $, cette dernière annoncée fin 2019, concernant l'injection de contraceptifs. Elle a aussi reçu des prêts bancaires de 10 M € non dilutifs en 2020.
En août 2022, la société pharmaceutique technologique MedinCell obtient un crédit d’un montant de 40 millions d’euros auprès de la Banque Européenne d’Investissement (BEI). Plus précisément, l'accord prévoit que MedinCell rembourse par anticipation un prêt antérieur de 20 millions d'euros conclu avec la banque en 2018. Par la suite, 30 millions d'euros de la ligne de crédit pourront être utilisés au quatrième trimestre 2022. Les 10 millions d'euros restants pourront être utilisés par la société de biotechnologie sous certaines conditions. En parallèle, le premier antipsychotique sous-cutané à base de rispéridone a terminé la phase III et est en cours d'examen par la FDA, l'autorité américaine chargée de l'homologation des médicaments. Le lancement sur le marché est prévu pour 2023.